# Martinskyrkan, Stavanger
Martinskyrkan var en kyrkobyggnad i Stavanger i Norge. Det är oklart var den låg, när den byggdes och när den revs.
Namnet fick kyrkan efter helgonet Martin av Tours, som är känd som en av de tidigaste franska munkarna och levde på slutet av 300-talet.
Martinskyrkan har omnämnts i  några få dokument från perioden 1286 till 1330:
- Omkring 1286 när Arnbjørn på Heimnes testamenterade fem mark till Martinskyrkan i Stavanger.
- Senast hösten 1288 testamenterade Gaute (Erlingsson) i Talgje pengar till Martinskyrkan.
- Från den 25 november 1296 när ett dokument skrevs i kyrkan i närvaro av flera präster och lekmän.
- I flera dokument från 1298 omtalas stöld av korn som vikarieprästen Bileiv gjort sig skyldig till. Han bannlystes för att inte ha återlämnat kornet. Detta var en del av striden mellan domkapitlet och biskop Arne om olika rättigheter.
- Ett annat dokument från 1298 omtalar Heming klockare i Martinskyrkan.
- 24 augusti 1310 i ett testamente från Torgeir Petersson på Spåneim omnämns en penninggåva till Martinskyrkan i Stavanger.
- 24 mars 1330 var prästen Sakse i Martinskyrkan vittne vid en egendomshandel.